# Yeniköprü, Ahlat
Yeniköprü là một xã thuộc huyện Ahlat, tỉnh Bitlis, Thổ Nhĩ Kỳ. Dân số thời điểm năm 2011 là 1.041 người.